# Dworzec (przystanek kolejowy)
Dworzec (biał. Дварэц; ros. Дворец) – przystanek kolejowy w miejscowości Dworzec, w rejonie zdzięcielskim, w obwodzie grodzieńskim, na Białorusi. Leży na linii Równe – Baranowicze – Wilno.
Przystanek istniał przed II wojną światową.